# Ice Cream for Crow
Ice Cream for Crow è il dodicesimo e ultimo album di Captain Beefheart, pubblicato nel 1982.  Nel Regno Unito raggiunse la posizione 90 in classifica, ma non riuscì a raggiungere la Top 200 di Billboard.

## Tracce
Tutte le canzoni scritte da Don Van Vliet
1. Ice Cream for Crow – 4:35
2. The Host the Ghost the Most Holy-O – 2:25
3. Semi-Multicoloured Caucasian – 4:20
4. Hey Garland, I Dig Your Tweed Coat – 3:13
5. Evening Bell – 2:00
6. Cardboard Cutout Sundown – 2:38
7. The Past Sure Is Tense – 3:21
8. Ink Mathematics – 1:40
9. The Witch Doctor Life – 2:38
10. "81" Poop Hatch – 2:39
11. The Thousandth and Tenth Day of the Human Totem Pole – 5:43
12. Skeleton Makes Good – 2:17

## Formazione
- Don Van Vliet (Captain Beefheart) - voce, armonica a bocca, sassofono soprano, gong, prop horn
- Jeff Moris Tepper - chitarra
- Gary Lucas - chitarra
- Richard Midnight Hatsize Snyder - basso, marimba, viola
- Cliff R. Martinez - batteria, "shake bouquet" (maracas)
- Eric Drew Feldman - pianoforte, sintetizzatore